# Sirajuddin af Perlis
Raja Tuanku Syed Sirajuddin ibni Tuanku Syed Putra Jamalullail (født 17. maj 1943) var den tolvte Yang di-Pertuan Agong (svarende til en konge (valgkonge)) af Malaysia.
Han regerede fra den 13. december 2001 og til den 12. december 2006.
Hans far Putra af Perlis var valgkonge af Malaysia i 1960 – 1965.

## Raja af Perlis
Sirajuddin af Perlis blev den syvende raja (regerende fyrste eller konge) af Perlis, da faderen døde i år 2000.
Sirajuddin af Perlis har besøgt mange lande, herunder Storbritannien, Frankrig, Tyskland, Danmark, Østrig, Italien, Schweiz, Egypten, Spanien, Libyen, Holland, Belgien, Thailand og Saudi-Arabien.
1. ↑  Navnet er anført på bokmål og stammer fra Wikidata hvor navnet endnu ikke findes på dansk.
2. ↑  Navnet er anført på engelsk og stammer fra Wikidata hvor navnet endnu ikke findes på dansk.
3. ↑  Navnet er anført på engelsk og stammer fra Wikidata hvor navnet endnu ikke findes på dansk.
4. ↑  Navnet er anført på malajisk og stammer fra Wikidata hvor navnet endnu ikke findes på dansk.
5. ↑  Navnet er anført på malajisk og stammer fra Wikidata hvor navnet endnu ikke findes på dansk.
6. ↑  Navnet er anført på malajisk og stammer fra Wikidata hvor navnet endnu ikke findes på dansk.